# Geoffrey Oryema
Geoffrey Oryema, né le 16 avril 1953 à Soroti en Ouganda et mort le 22 juin 2018 à Lorient en France, est un musicien ougandais auteur-compositeur et chanteur de rock et de world music.

## Biographie
Il nait le 16 avril 1953 à Soroti en Ouganda mais grandit à Kampala (la capitale de l'Ouganda) où il apprend à jouer de divers instruments : de la guitare, de la flûte, du lukeme (piano à pouces) et de la harpe nanga. Son père et sa mère étaient respectivement professeur d'anglais et directrice d’une compagnie de danse.
Au début des années 1970, il exprime le désir de devenir acteur, entre dans une école de théâtre, puis va créer sa propre compagnie : « Fou de Brecht, il va d’ailleurs s’inspirer des techniques chères à Stanislavski et Grotowski pour écrire des pièces avant-gardistes. Un théâtre de l’absurde griffé de sons tribaux et d’improvisations, serti d’allégories, nourri de rumeurs et d’onomatopées, dont on retrouvera les influences, plus tard, dans ses chansons », selon Frank Tenaille dans son ouvrage « Le Swing du Caméléon ».
En 1977, à l’âge de 24 ans, Geoffrey Oryema se réfugie à Paris pour fuir la dictature d'Amin Dada après l'assassinat politique de son père, le ministre Erinayo Wilson Oryema (en), en traversant la frontière avec le Kenya caché dans le coffre d'une voiture. Puis, en 1988, il s'établit à Lillebonne (Seine-Maritime).
Il enregistre son premier album Exile en 1990, produit par Brian Eno et édité par le label « Real World » (tout récemment créé par Peter Gabriel). Il s'accompagne pour créer sa musique de divers instruments typiquement africains, dont la nanga et le lukeme, mais ne dédaigne pas non plus la guitare électrique et les instruments rock. Le guitariste français Jean-Pierre Alarcen l'accompagne longtemps, puis est rejoint par Dominique Gastrein (claviers), Patrick Buchmann (batterie, percussions, chant), Loy Ehrlich (claviers) et Nicolas Fiszman (basse). S'ensuivent de nombreux concerts à travers le monde (USA, Japon, Brésil, Europe) dans le cadre des festivals W.O.M.A.D. avec Peter Gabriel, Midnight Oil, Arrested Development. Il se produit notamment à Woodstock 94 qui célébrait les 25 ans du mythique festival.
En 1994, il s'associe avec Tonton David et Manu Katché pour former le groupe KOD, et ils composent alors la bande originale du film Un Indien dans la ville dont la chanson-thème, Chacun sa route, connaît un énorme succès et permet à Tonton David d'accéder à une plus grande notoriété. Le trio remporte en 1996 une Victoire de la musique, dans la catégorie Compositeur de musique de film.
Anglophone de naissance, il se met au français et écrit des chansons dans cette langue, enregistrant en 1996 un duo avec Alain Souchon : Bye bye lady Dame.
À partir de 2006, il est accompagné sur scène et en studio par son fils Oceng Oryema (batterie, percussions) et par Chaek Sylla (guitares, sampler, chant), remplacé en 2013 par Ali Otmane (guitare) et rejoint par Stephane Marrec (basse et contrebasse) puis remplacé par Kevin Gravier.
En 2010, il part en Russie enregistrer From The Heart avec Tony Levin et Alex Swift.
Il chante en anglais, en acholi, en kiganda, en lingala et en français. Dès son premier album Exile, il connait un succès international avec Yé lé lé (générique de l'émission de France 2, Le Cercle de minuit) ou encore Land of Anaka, coécrit avec Brian Eno et dont Peter Gabriel assure les chœurs. La presse française et internationale l'a souvent dépeint comme un « Leonard Cohen africain », auquel il avait repris Suzanne, une de ses fameuses chansons.
Il s'affirme de plus en plus comme un artiste africain assumant ses influences rock, créateur et artiste à part entière et très apprécié sur la scène musicale internationale comme Lokua Kanza ou Richard Bona.

« Même si cela en déroute certains, mon enfance n’a pas été seulement bercée par la musique traditionnelle de chez moi. J’ai aussi écouté beaucoup de pop et de rock anglais –
mon pays, il ne faut pas l’oublier, a eu un lien très fort avec l’Angleterre, puisque pendant soixante ans l’Ouganda a été un protectorat britannique. Mon côté “rock” vient de là. L’Afrique reste évidemment ancrée en moi. Même si aujourd’hui je fais une musique plus “crossover”, il y a toujours mes racines dedans : le lukeme, la harpe nanga, je chante en anglais et français, mais aussi en swahili et en acholi. »

— Geoffrey Oryema
En décembre 2016, il retourne pour la première fois en Ouganda.

« J’ai tourné la page. C’est fini tout ça, même si le pays en lui-même est toujours présent en moi. Je n’y suis plus physiquement mais je lui fais du bien avec ma musique. Depuis que je suis en France – pays dont j’ai pris la nationalité –, énormément de gens ont découvert l’Ouganda à travers elle. Je peux critiquer mon pays et l’Afrique, pour des raisons que nous connaissons tous, les bêtises faites par des dirigeants corrompus, les guerres ethniques, la maladie, la pauvreté fabriquée… mais, en même temps, pour moi ça reste un très beau pays. Ce n’est pas pour rien que Winston Churchill
avait surnommé l’Ouganda “La perle de l’Afrique”. »

— Geoffrey Oryema

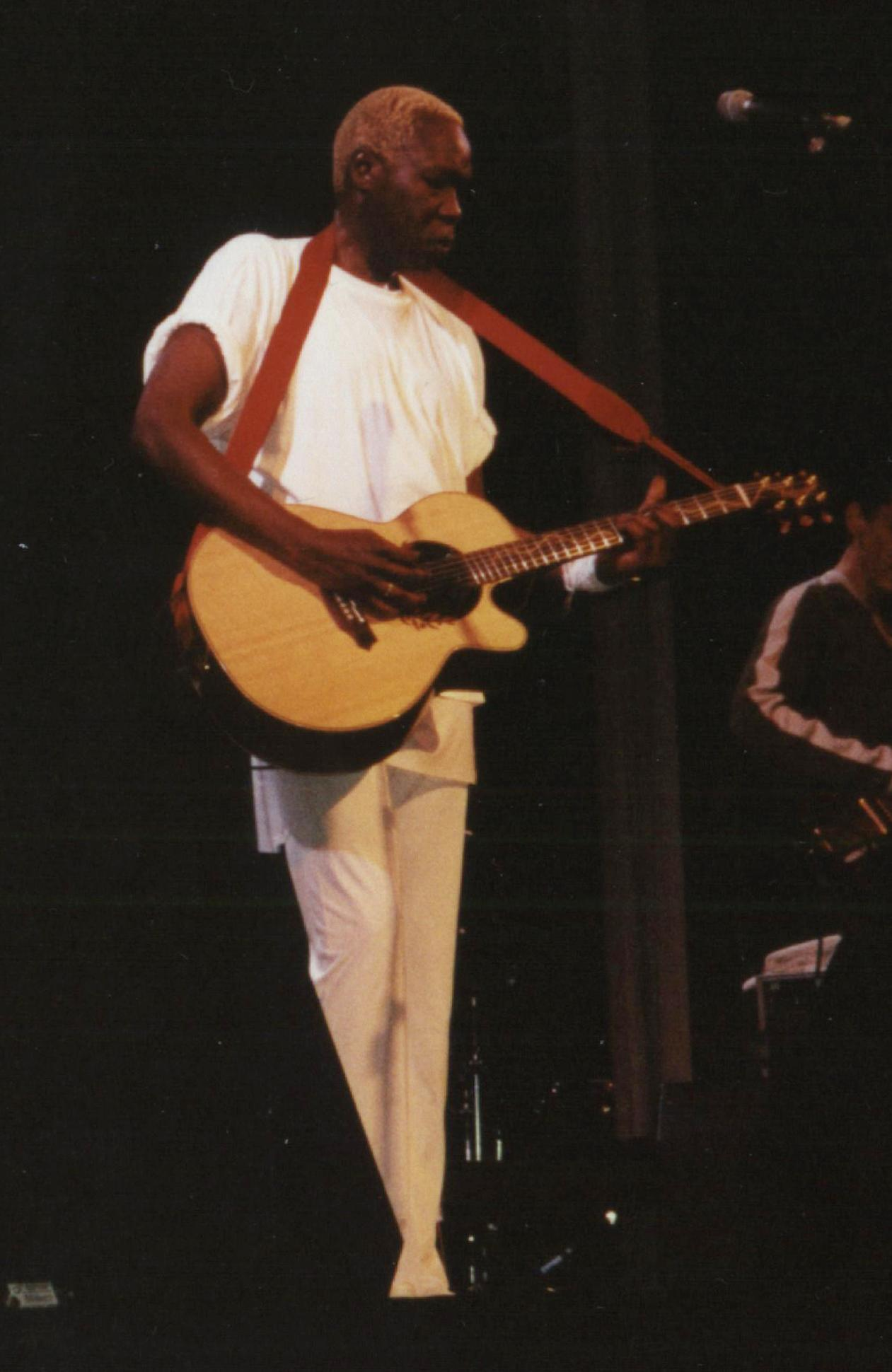
Geoffrey Oryema en 2001.
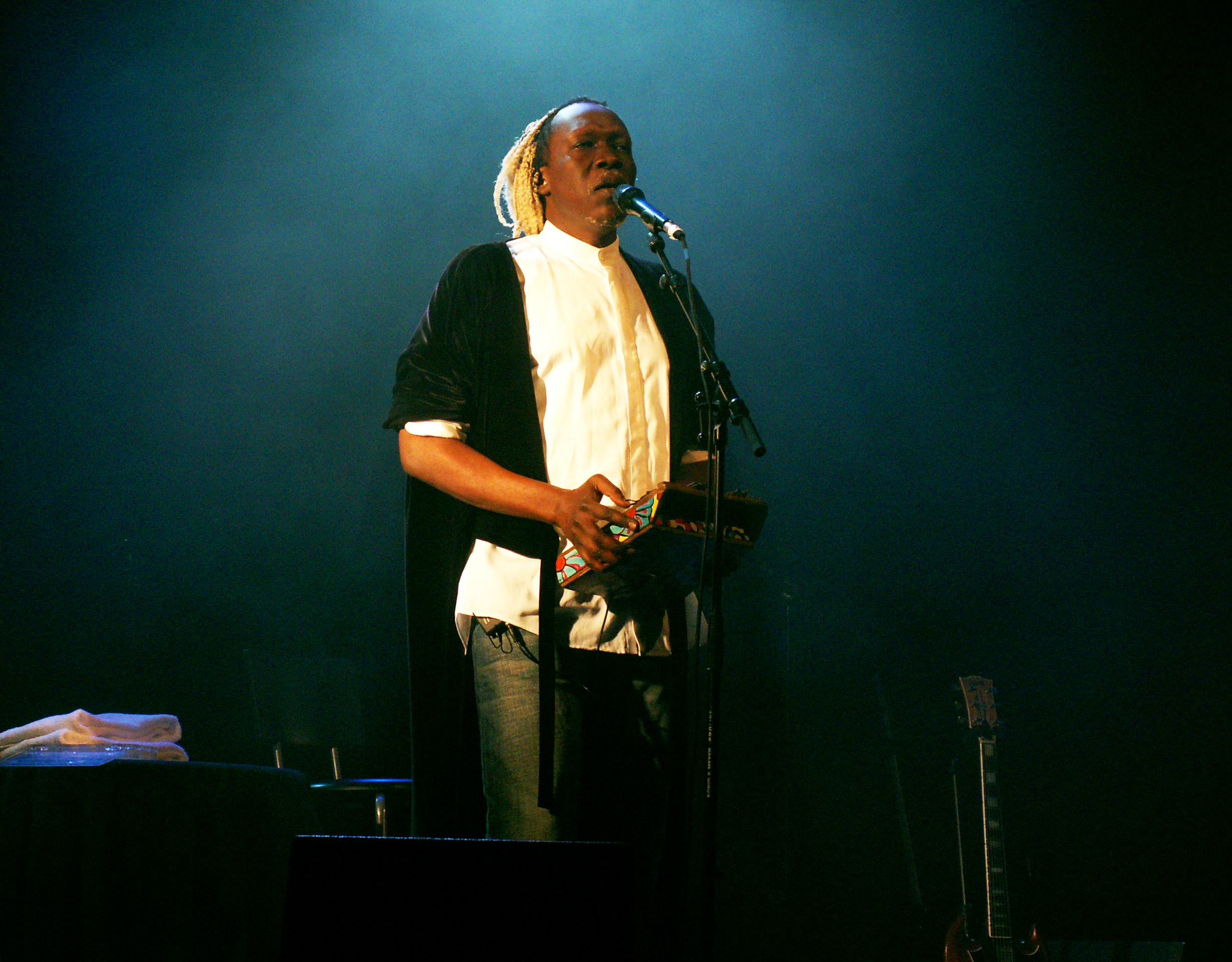
Geoffrey Oryema en concert aux Genêts (50) en 2005
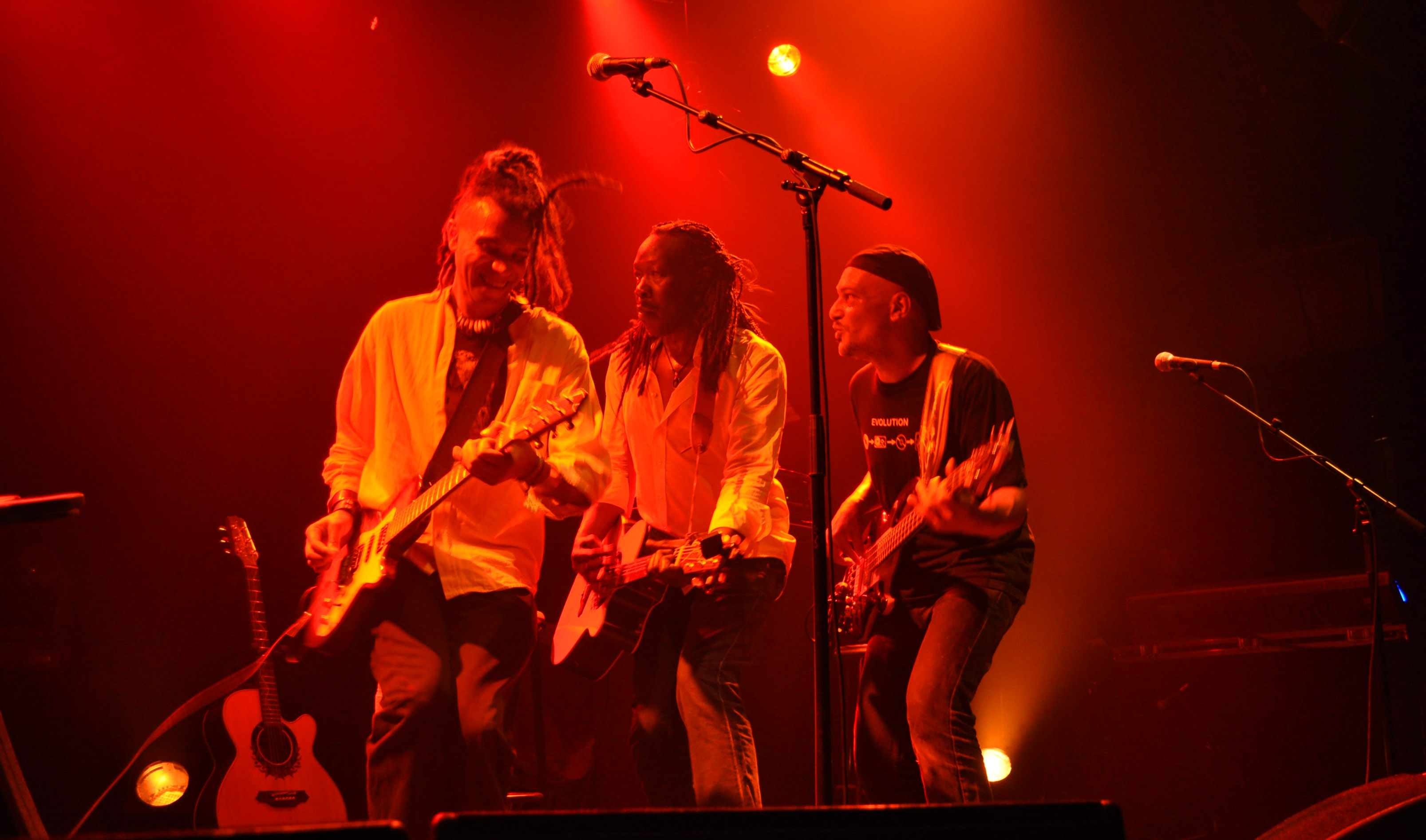
Geoffrey Oryema St Nazaire 2012

### Vie privée
Geoffrey Oryema vivait à Ploemeur dans le Morbihan avec sa compagne Régine Martz.

### Mort
Malade, Geoffrey Oryema meurt à Lorient le 22 juin 2018, des suites d'un cancer. Ses cendres sont ensuite dispersées à Anaka (en), terre de ses ancêtres dans le nord de l'Ouganda qu'il évoque dans sa chanson Land of Anaka.
Il reçoit In Memoriam un Coup de Cœur Musiques du Monde 2019 de l’Académie Charles Cros le mercredi 20 mars 2019 à Portes-lès-Valence, dans le cadre du Festival « Aah ! Les Déferlantes ! ».

## Discographie
- 1990 : Exile (en) (Real World no 14)
- 1993 : Beat the Border (en) (Real World no 37)
- 1996 : Night to Night (Real World no 58)
- 2000 : Spirit
- 2004 : Words
- 2010 : From The Heart (Long Tale Recordings)